# إيزنبورغ
إيزنبورغ (Isenburg) كانت منطقة من ألمانيا تقع في ولاية هسن الجنوبية في الوقت الحاضر، وتقع في شمال وجنوب الأراضي فرانكفورت. برزت دول إيزنبورغ من نيدرلانغاو (الموجود في راينلند بالاتينات)، والتي قسمت عام 1137 إلى إيزنبورغ إيزنبورغ وإيزنبورغ ليمبورغ كوفيرن. انقـسمت الكونتيات على أنفسها مرات عديدة على مدى 700 سنة القادمة.